# زمعة بن الأسود
زمعة بن الأسود بن المطلب بن أسد بن عبد العزى بن قصي القرشي. أبو حكيمة. رجل من قبيلة قريش. كان معاصراً لظهور الإسلام، ولم يدخل فيه ويمكن اعتباره من المناوئين له.
انضم إلى أبيه الأسود في التفاوض مع نبي الإسلام محمد لثنيه عن دعوته، لكن النبي محمداً رفض دعوتهم. ومع ذلك فإن زمعة انضم إلى المطالبين بنقض الصحيفة التي كتبها سادة مكة يقاطعون فيها بنو هاشم وبنو المطلب المؤيدين للنبي محمد، وقد شاركه في هذه المطالبة بالنقض قريبه أبو البختري بن هشام بن الحارث بن أسد،  وهشام بن عمرو، وزهير بن أبي أمية، والمطعم بن عدي.
أسلم ابنه الحارث فحبسه أبوه زمعة وفتنه حتى افتتن (أي ترك الإسلام) وسار مع قومه إلى بدر، ولذلك قيل أنه أحد المقصودين يالآية القرآنية التي تقول:﴿إِنَّ الَّذِينَ تَوَفَّاهُمُ الْمَلَائِكَةُ ظَالِمِي أَنْفُسِهِمْ قَالُوا فِيمَ كُنْتُمْ قَالُوا كُنَّا مُسْتَضْعَفِينَ فِي الْأَرْضِ قَالُوا أَلَمْ تَكُنْ أَرْضُ اللَّهِ وَاسِعَةً فَتُهَاجِرُوا فِيهَا فَأُولَئِكَ مَأْوَاهُمْ جَهَنَّمُ وَسَاءَتْ مَصِيرًا ۝٩٧﴾ [النساء:97]. كما أسلم ابن آخر له هو يزيد بن زمعة، لكن يزيداً هاجرا إلى الحبشة فاستطاع الحفاظ على إسلامه على عكس أخيه، ثم قتل في صف المسلمين في غزوة حنين.
شارك في غزوة بدر في صف المشركين وقُتل، وقُتل معه في غزوة بدر، ابنه الحارث، وعقيل أخوه، وأقاربه أبو البختري بن هشام بن الحارث بن أسد، ونوفل بن خويلد بن أسد.

## مصدر
سيرة ابن هشام